# Фрюкберг, Стен
Стен Фрюкберг (швед. Sten Orvar Frykberg; 19 февраля 1910, Гётеборг — 5 февраля 1983, Лидингё) — шведский дирижёр.
Учился игре на фортепиано у Кнута Бека и композиции у Кнута Хокансона, затем изучал дирижирование в Консерватории Зондерсхаузена. Дебютировал как пианист в Гётеборге в 1928 году.
В 1931—1934 гг. дирижёр гётеборгского Большого театра, в 1934—1939 гг. возглавлял оркестр лена Евлеборг, в 1939—1945 гг. — Хельсингборгский симфонический оркестр. Затем вплоть до выхода на пенсию в 1975 г. работал, главным образом, на Шведском радио — не только как дирижёр Симфонического оркестра Шведского радио, но и в музыкальной редакции, в том числе как программный директор передач «Музыка для миллионов» (швед. Musik för miljoner) на рубеже 1950-60-х гг. и «Концерт по заявкам» (швед. Önskekonserten) с 1964 года. Одновременно в 1960—1967 гг. возглавлял Гётеборгский симфонический оркестр.
Спорадически занимался композицией. Популярность завоевал шуточный марш Фрюкберга «То был Бохусский батальон!» (швед. Det var Bohus bataljon!; 1940).
Был женат на артистке оперетты Улле Ниска (1910—1978).